# کیش‌سالاش
کیش‌سالاش (به مجاری:  Kisszállás) یک منطقهٔ مسکونی در مجارستان است که در ناحیه کیش‌کون‌هالاش واقع شده‌است. کیش‌سالاش ۹۲٫۰۶ کیلومتر مربع مساحت و ۲٬۸۷۸ نفر جمعیت دارد.